# Берасатеги, Альберто
Альберто Берасате́ги (баск. Alberto Berasategui; род. 28 июня 1973, Бильбао) — испанский профессиональный теннисист, специалист по игре на грунтовых кортах. Бывшая седьмая ракетка мира, победитель 15 турниров АТР в одиночном и парном разрядах, финалист Открытого чемпионата Франции 1994 года. Чемпион Европы 1991 года среди юношей.

## Спортивная карьера
Альберто Берасатеги начал играть в теннис в семилетнем возрасте. Юный уроженец баскского Бильбао учился в США у знаменитого тренера Гарри Хопмана, и в Испании о нём никто не слышал, пока в 14 лет он неожиданно не выиграл Приз Мануэля Алонсо, победив в финале Алекса Корретху. В 1991 году он выиграл индивидуальный чемпионат Европы по теннису среди юниоров и помог юношеской сборной Испании победить на двух командных европейских турнирах. В том же году Берасатеги начал профессиональную карьеру. В марте 1992 года он дошёл до полуфинала турнира АТР в Касабланке; занимая в рейтинге 280-е место, он победил двух соперников из первой сотни, перед тем как проиграть 45-й ракетке мира Гильермо Пересу-Ролдану. Затем Берасатеги дошёл до финала турнира-«челленджера» в Италии и к концу сезона поднялся на 118-ю позицию в иерархии сильнейших теннисистов мира.
В феврале 1993 года на грунтовых кортах аргентинской Мар-дель-Платы Берасатеги выиграл свой первый «челленджер». В июле на турнире в Штутгарте он впервые в карьере нанёс поражение сопернику из первой десятки рейтинга — ещё одному представителю Испании, пятой ракетке мира Серхи Бругере, а с августа по ноябрь четырежды выходил в финал турниров АТР-тура, выиграв один из них. За эти месяцы он поднялся в рейтинге с 83-го до 36-го места. Успехи продолжились в следующем году: начав грунтовый сезон не слишком удачно, Берасатеги уже на третьем турнире после его начала завоевал свой второй титул, победив по ходу Стефана Эдберга и Джима Курье, занимавших в рейтинге соответственно третье и четвёртое места, а в начале лета неожиданно пробился в финал Открытого чемпионата Франции после победы над пятой ракеткой мира Гораном Иванишевичем. В финале он в четырёх сетах уступил Бругере. После этого Берасатеги добрался в рейтинге до 14-го места, а в июле, выиграв турнир в Штутгарте, впервые вошёл в десятку сильнейших. До конца года он выиграл на грунте ещё пять турниров АТР-тура и один «челленджер», поднявшись в рейтинге до восьмого места и обеспечив себе участие в чемпионате мира АТР и Кубке Большого шлема — ежегодных турнирах среди теннисистов, показавших на протяжении сезона лучшие результаты. На ковровом покрытии, однако, он не смог противостоять другим игрокам из числа сильнейших, дважды проиграв Майклу Чангу и по разу Бругере и Андре Агасси.
1994 год стал в карьере Берасатеги лучшим. Через 20 недель после начала нового сезона он выбыл из первой десятки рейтинга и за остаток сезона сыграл только в двух финалах, завоевав один титул. 1996 год оказался лучше предыдущего, принеся Берасатеги три победы в трёх финалах грунтовых турниров АТР и ещё две в «челленджерах», так что ему удалось вернуться в Top-20 мирового рейтинга и закончить сезон на 19-м месте. После двухлетнего перерыва ему также в очередной раз удалось взять верх над соперником из первой десятки (девятой ракеткой мира Рихардом Крайчеком) и впервые за карьеру добраться до полуфинала не на грунте, а на твёрдом покрытии (в Скотсдейле, США).
После пяти лет выступлений в профессиональных турнирах у Берасатеги начались травмы, а его удар справа, на котором строилась вся его игра (см. Стиль игры), утратил стабильность. В 1997 году он ещё успел выиграть национальный чемпионат Испании, но успехи на международных турнирах пошли на убыль, и ему лишь иногда удавалось вновь показать свою лучшую игру. С 1997 по 1999 год Берасатеги, начавший делить внимание между выступлениями в одиночном и парном разряде, в общей сложности девять раз играл в финалах турниров АТР (пять раз в одиночном разряде и четыре в парах) и завоевал ещё три титула (соответственно два и один). Хотя ему не удалось повторить свой успех на Открытом чемпионате Франции, на его счету был выход в финал престижного барселонского турнира в 1998 году и полуфинал Открытого чемпионата Италии 1997 года, причём оба раза после побед над Евгением Кафельниковым, в это время игроком первой десятки рейтинга. На Открытом чемпионате Австралии 1998 года Берасатеги показал свой второй результат в турнирах Большого шлема, обыграв вторую ракетку мира, хозяина корта Патрика Рафтера на пути в четвертьфинал. Свой последний финал на турнире АТР он сыграл в октябре 1999 года в Палермо, а завершил выступления в возрасте 27 лет, весной 2001 года, ссылаясь на то, что уже не может передвигаться так быстро, как раньше, его удар справа утратил силу, а его жена Аранча ждёт ребёнка. Это произошло через несколько месяцев после первого и последнего в карьере появления на Уимблдонском турнире.

## Стиль игры
Своеобразный стиль игры Берасатеги подходил в основном для «медленных» грунтовых кортов. Он держал ракетку, настолько вывернув кисть, что эту хватку нельзя было назвать западной, и в шутку её называли «гавайской». Это позволяло ему посылать сильно закрученные мячи, играя открытой ракеткой, но создавало неудобства при игре закрытой: Берасатеги не хватало времени, чтобы перехватить рукоять, и в итоге он играл слева так же необычно, как и справа — той же стороной ракетки. Причудливая хватка также практически отнимала у него возможность играть у сетки, что не позволило ему надолго удержаться в числе лучших игроков мира. На быстрых покрытиях его слабости сказывались особенно заметно, и их кульминация наступила именно в годы его наивысшего взлёта, когда в 1995 году он проиграл обе своих встречи Кубка Дэвиса на твёрдых кортах гораздо менее именитым соперникам из мексиканской сборной.
Несмотря на странности стиля, Берасатеги выручала высочайшая скорость передвижения по корту, а также тот факт, что он был чрезвычайно упорным и тактически изобретательным соперником, заставляя соперников «выкладывать» ему мячи для удара открытой ракеткой. Победить его можно было не тактикой, а грубой силой, «выбивая» его с корта, что в основном удавалось Серхи Бругере, Андре Агасси и ещё одному великому мастеру игры на грунте — Томасу Мустеру.

## Участие в финалах турниров Большого шлема за карьеру (1)

### Одиночный разряд (0+1)
Поражение (1)
| Год  | Турнир                     | Покрытие | Соперник в финале | Счёт в финале      |
| ---- | -------------------------- | -------- | ----------------- | ------------------ |
| 1994 | Открытый чемпионат Франции | Грунт    | Серхи Бругера     | 3-6, 5-7, 6-2, 1-6 |

## Участие в финалах турниров за карьеру

### Одиночный разряд (14+9)
| Результат | №   | Дата             | Турнир                               | Покрытие | Соперник в финале | Счёт в финале      |
| --------- | --- | ---------------- | ------------------------------------ | -------- | ----------------- | ------------------ |
| Поражение | 1.  | 23 августа 1993  | Открытый чемпионат Хорватии, Умаг    | Грунт    | Томас Мустер      | 5-7, 6-3, 3-6      |
| Поражение | 2.  | 4 октября 1993   | Афины, Греция                        | Грунт    | Хорди Арресе      | 4-6, 6-3, 3-6      |
| Победа    | 1.  | 1 ноября 1993    | Сан-Паулу, Бразилия                  | Грунт    | Слава Доседел     | 6-4, 6-3           |
| Поражение | 3.  | 8 ноября 1993    | Буэнос-Айрес, Аргентина              | Грунт    | Карлос Коста      | 6-3, 1-6, 4-6      |
| Победа    | 2.  | 11 апреля 1994   | Ницца, Франция                       | Грунт    | Джим Курье        | 6-4, 6-2           |
| Поражение | 4.  | 16 мая 1994      | Болонья, Италия                      | Грунт    | Хавьер Санчес     | 6-73, 6-4, 3-6     |
| Поражение | 5.  | 23 мая 1994      | Открытый чемпионат Франции, Париж    | Грунт    | Серхи Бругера     | 3-6, 5-7, 6-2, 1-6 |
| Победа    | 3.  | 18 июля 1994     | Штутгарт, Германия                   | Грунт    | Андреа Гауденци   | 7-5, 6-3, 7-65     |
| Победа    | 4.  | 22 августа 1994  | Открытый чемпионат Хорватии, Умаг    | Грунт    | Кароль Кучера     | 6-2, 6-4           |
| Победа    | 5.  | 26 сентября 1994 | Палермо, Италия                      | Грунт    | Алекс Корретха    | 2-6, 7-66, 6-4     |
| Победа    | 6.  | 3 октября 1994   | Афины                                | Грунт    | Оскар Мартинес    | 4-6, 7-64, 6-3     |
| Победа    | 7.  | 24 октября 1994  | Сантьяго, Чили                       | Грунт    | Франсиско Клавет  | 6-3, 6-4           |
| Победа    | 8.  | 31 октября 1994  | Монтевидео, Уругвай                  | Грунт    | Франсиско Клавет  | 6-4, 6-0           |
| Победа    | 9.  | 12 июня 1995     | Порту, Португалия                    | Грунт    | Карлос Коста      | 3-6, 6-3, 6-4      |
| Поражение | 6.  | 30 октября 1995  | Монтевидео                           | Грунт    | Богдан Улиграх    | 2-6, 3-6           |
| Победа    | 10. | 17 июня 1996     | Болонья                              | Грунт    | Карлос Коста      | 6-3, 6-4           |
| Победа    | 11. | 22 июля 1996     | Открытый чемпионат Австрии, Кицбюэль | Грунт    | Алекс Корретха    | 6-2, 6-4, 6-4      |
| Победа    | 12. | 9 сентября 1996  | Открытый чемпионат Румынии, Бухарест | Грунт    | Карлос Мойя       | 6-1, 7-65          |
| Поражение | 7.  | 8 сентября 1997  | Марбелья, Испания                    | Грунт    | Альберт Коста     | 3-6, 2-6           |
| Победа    | 13. | 29 сентября 1997 | Палермо (2)                          | Грунт    | Доминик Грбаты    | 6-4, 6-2           |
| Победа    | 14. | 6 апреля 1998    | Оэйраш, Португалия                   | Грунт    | Томас Мустер      | 3-6, 6-1, 6-3      |
| Поражение | 8.  | 13 апреля 1998   | Барселона, Испания                   | Грунт    | Тодд Мартин       | 2-6, 6-1, 3-6, 2-6 |
| Поражение | 9.  | 4 октября 1999   | Палермо                              | Грунт    | Арно ди Паскуале  | 1-6, 3-6           |

### Парный разряд (1+3)
| Результат | №  | Дата             | Турнир                  | Покрытие | Партнёр        | Соперники в финале                | Счёт в финале |
| --------- | -- | ---------------- | ----------------------- | -------- | -------------- | --------------------------------- | ------------- |
| Победа    | 1. | 14 апреля 1997   | Барселона, Испания      | Грунт    | Хорди Бурильо  | Пабло Альбано Алекс Корретха      | 6-3, 7-5      |
| Поражение | 1. | 8 сентября 1997  | Марбелья, Испания       | Грунт    | Хорди Бурильо  | Карим Алами Хулиан Алонсо         | 6-4, 3-6, 0-6 |
| Поражение | 2. | 14 сентября 1998 | Борнмут, Великобритания | Грунт    | Уэйн Артурс    | Нил Броуд Кевин Ульетт            | 6-7, 3-6      |
| Поражение | 2. | 13 сентября 1997 | Мальорка, Испания (2)   | Грунт    | Франсиско Роиг | Лукас Арнольд Кер Томас Карбонель | 1-6, 4-6      |